# Estados Associados das Índias Ocidentais
Estados Associados das Índias Ocidentais (em inglês:  West Indies Associated States) foi o nome coletivo dado às ilhas orientais do Caribe, cujo status mudou de colônias britânicas para estados com livre associação com o Reino Unido em 1967. Esses estados incluíam Antígua, Dominica, Granada, Santa Lúcia, São Cristóvão-Neves-Anguila e São Vicente.

## História
A condição de estado associado entre estes seis territórios e o Reino Unido foi concedido pelo Associated Statehood Act, de 1967. De acordo com o ato, cada estado tinha controle total sobre sua constituição (e, portanto, autogoverno interno), enquanto o Reino Unido manteve a responsabilidade por assuntos externos e defesa. O monarca britânico permaneceu sendo chefe de Estado, mas o governador agora tinha apenas poderes constitucionais, e muitas vezes era um cidadão local. Muitos desses estados mudaram suas bandeiras de versões modificadas da Blue Ensign para projetos exclusivos com cores que em nada lembra a bandeira britânica, como foram os casos de São Vicente, São Cristóvão-Neves-Anguila e Granada, que adotaram bandeiras nas cores azul, verde, amarela e vermelha.
Durante o período de livre associação, todos os estados participaram do Conselho de Ministros dos Estados Associados das Índias Ocidentais, do Mercado Comum do Caribe Oriental e da Associação de Livre Comércio do Caribe (CARIFTA, na sua sigla em inglês) — que foi substituído pelo CARICOM. A cooperação entre os estados do Caribe oriental continuou depois que os Estados Associados das Índias Ocidentais obtiveram independência separada, sob a forma de Organização dos Estados do Caribe Oriental (organização sucessora).
Ao longo do tempo, os estados associados mudaram-se para a independência total, sendo o primeiro Grenada em 1974. Seguiu-se pela Dominica em 1978, Santa Lúcia e São Vicente, em 1979, Antígua e Barbuda em 1981 e São Cristóvão e Neves em 1983.
Os movimentos para a independência nem sempre foram suaves, com movimentos/campanhas separatistas ocorrendo em Barbuda, Neves e Anguila. Em Anguila, isso resultou na separação de Anguila de São Cristóvão-Neves-Anguila em 1969 e sua reversão ao domínio britânico como uma colônia separada. Durante a década de 1970, o conselho local de Neves desejava seguir o exemplo de Anguila, em vez de se tornar independente com São Cristóvão; no entanto, o Reino Unido opôs-se a Neves se tornar uma colônia separada e, eventualmente, a federação de São Cristóvão e Neves tornou-se independente em 1983. Em Barbuda, houve uma campanha para uma independência separada de Antígua, mas a aspiração não teve êxito.
De todas essas ilhas que já eram estados associados, todas agora são independentes, exceto Anguila dentro da antiga São Cristóvão-Neves-Anguila, que ainda é um Território Ultramarino Britânico.